# Parafia Matki Bożej Królowej Polski w Rzozowie
Parafia Matki Bożej Królowej Polski w Rzozowie – rzymskokatolicka parafia znajdująca się w archidiecezji krakowskiej, w dekanacie Skawina, w Polsce.